# スズキスポーツ (スポーツ用品店)
株式会社スズキスポーツは、東京都渋谷区にある、ラグビー用品専門の販売・卸会社である。

## 会社概要
- 本社[2]　東京都渋谷区代々木1丁目36-6　代々木駅前ビル5階
- 卸部　東京都板橋区大谷口北町36
- 直営店[3]　東京店（上記本社と同上）、大阪店（大阪市都島区東野田町1-7-4 脇田京橋第2ビル1F）。その他、全国有名スポーツ店において商品取り扱い。
- ブランド　自社オリジナル「スズキラグビー」と、「GILBERT（ギルバート）」の日本販売代理店。ラグビーボール、ユニフォーム、アンダーウェアー、備品類

## 主な使用チーム
- 天理大学ラグビー部
- 京都産業大学ラグビー部
- 大東文化大学ラグビー部
- 立教大学ラグビー部
- ニュージーランド学生代表
- マツダスカイアクティブズ広島
- 大阪体育大学ラグビー部